# Joimărița
Joimărița este o ființă imaginară cu înfățișare de femeie respingătoare și înfiorătoare, cu capul uriaș, părul lung și despletit, dinții lați și gura căscată. Este soră bună cu Muma Pădurii, din mitologia românească, dar opusul acesteia. 
Joimărița sau Joimărica a fost la origini o zeitate a morții care supraveghea focurile din Joia Mare, aprinse pentru cinstirea strămoșilor, dar treptat a devenit un personaj justițiar, ce luptă împotriva lenei. Este patroana torsului și a țesutului, care supraveghează hărnicia oamenilor.
Joimărița nu face niciun rău pe lume, dar e lăsat de Dumnezeu ca o dată în an și anume în Joia Mare să facă o revizuire strașnică printre nevestele tinere și mai ales printre fetele mari și să le întrebe ce au făcut ele peste iarnă? Tors-au fuiorul tot? Țesut-au pânza, și cu câlții și cu feștila ce-au făcut? Joia cea, are pleca dis-de-dimineață prin sate cu câte un hârb plin de jar în mână că acolo unde va afla fete și neveste leneșe să le arză unghiile și degetele. Ele, când știu că are să le cerceteze Joimărița, dacă pânza nu-i țesută, pun la fereastră un crâmpei de pânză din anul trecut, iar câlților și feștilei le dau foc, ca să nu aibă de ce să se lege Joimărița când le va cerceta munca lor. Dar Joimărița miroase bine și știe ce au făcut ele, așa că începe a cânta prin curte:
Pute-a câlți,
Pute-a feștilă,
Pute-a lene de copilă,
Pute-a pânză nețesută
Și-a nevastă nebătută.
Și apoi ca "binecuvântare" le pune pe toate cele leneșe din casă cu unghiile și degetele în hârbul plin de jar și le prăjește bine, întrebând de ce au ele unghii și degete și nu fac nimica cu ele?
O altă formă de manifestare a Joimăriței o reprezintă „strigăturile peste sat.